# Siskelijärvi
Siskelijärvi eller Siskeljärvi är en sjö i Finland. Den ligger i kommunen Enare i landskapet Lappland, i den norra delen av landet, 1 000 km norr om huvudstaden Helsingfors. Siskelijärvi ligger 158,5 meter över havet. Arean är 77,1 hektar och strandlinjen är 6,35 kilometer lång. Sjön  ingår i Pasvik älvs huvudavrinningsområde. 